# Faster (canción de Within Temptation)
«Faster» es el primer sencillo de la banda de rock sinfónico Within Temptation, de su álbum The Unforgiving. Fue estrenado mundialmente en enero de 2011.

## Historia
Faster fue estrenada a través de la estación 96.3 Rock Radio, también la banda, a través de su canal de YouTube, publicó un video con solo el audio de la canción. El video musical del sencillo fue lanzado oficialmente el 31 de enero de 2011 junto con el cortometraje Mother Maiden
.
Sobre el sonido de la canción similar al de Wicked Game de Chris Isaak, la vocalista Sharon den adel dijo en una entrevista para el sitio metal-ways.com:

Si, tiene la misma atmósfera. Tiene acordes similares, casi los mismos, pero es diferente… Entonces, pensamos “Oh, hemos re-escrito Wicked Game” y después “No, el esquema de los acordes es diferente, no tenemos que preocuparnos. Y es una canción original escrita por nosotros!” (Risas) “!Si!”.

## Canciones
| CD  |                          |          |  |
| N.º | Título                   | Duración |  |
| 1.  | «Faster» (álbum versión) | 4:24     |  |
| 2.  | «Where Is the Edge»      | 3:59     |  |

| Descarga digital |                                     |          |  |
| N.º              | Título                              | Duración |  |
| 1.               | «Faster» (radio edit)               | 3:16     |  |
| 2.               | «Faster» (International radio edit) | 3:15     |  |

## Videos

### Mother Maiden short film
La película, cuya fotografía es en blanco y negro, comienza con Mother Maiden escribiendo una carta, hablando sobre su vida, y lo que es un vidente  que controla las almas perdidas para la venganza contra la gente con un corazón malo. Entonces, se muestra a Sinéad arrastrando a un hombre inconsciente en la parte superior del tren y lo deja ahí. Cuando él despierta, se da cuenta de donde está y es golpeado por una señal del ferrocarril, causándole la muerte. Mother Maiden sigue hablando de ella y sus almas, mientras se muestra una vista de la ciudad. Una mujer se escucha discutiendo y "Los tres mellizos",más de los trabajadores Mother Maiden, aparecen, arrastrándose a la ventana. Poco después, se oye a la misma mujer gritar, y salen los tres por la ventana, con la boca manchada de sangre. La escena siguiente es de un personaje que aparece afeitándose. Al darse cuenta de algo en su espejo, se acerca y es estrangulado por un brazo humano que brota del espejo. Entonces comienza el video musical donde la banda toca la versión completa de Faster. Cuando termina, el cadáver de Sinéad despierta en una morgue y se va.

### Video musical
El video consiste de la banda tocando una versión más corta de la canción, incorporando fragmentos del cortometraje Mother Maiden. Fue filmado en una vieja fábrica en la misma semana que se realizaron los videos de Sinéad y Shot in the Dark, su fotografía es en color a diferencia de los cortometrajes.

## Posicionamientos en listas
| Lista (2011)                 | Posición |
| ---------------------------- | -------- |
| Belgium Singles Chart        | 20       |
| Belgium Airplay Chart        | 25       |
| Dutch Singles Chart          | 11       |
| Dutch Downloads Top 50       | 10       |
| UK Rock Chart Top 40         | 6        |
| German Top 100 Singles Chart | 48       |